# Real Sitio de San Ildefonso
El Real Sitio de San Ildefonso es un municipio español de la provincia de Segovia, en la comunidad autónoma de Castilla y León. El municipio comprende las poblaciones de San Ildefonso o La Granja, La Pradera de Navalhorno, Valsaín y Riofrío.
Se encuentra situada a 7 km de Segovia capital, al pie de las montañas del sistema Central, que separa la provincia de Segovia de la de Madrid (villa a 50 km de la que dista 76 km por el puerto de Navacerrada y 80 km por el túnel del puerto de Guadarrama).
Destacan entre sus monumentos el Palacio Real, sus jardines con sus fuentes, la Real Fábrica de Cristales (fábrica de vidrio de importancia histórico-monumental) que alberga la Fundación Centro Nacional de Vidrio (Museo del Vidrio y Escuela-Taller de Vidrio) y el instituto de la localidad, IES Peñalara, así como el Parador Nacional, sito en la Casa de Infantes y fundado en 2007. 
Fue residencia de verano de la monarquía. Allí se firmaron los Tratados de San Ildefonso.

## Toponimia

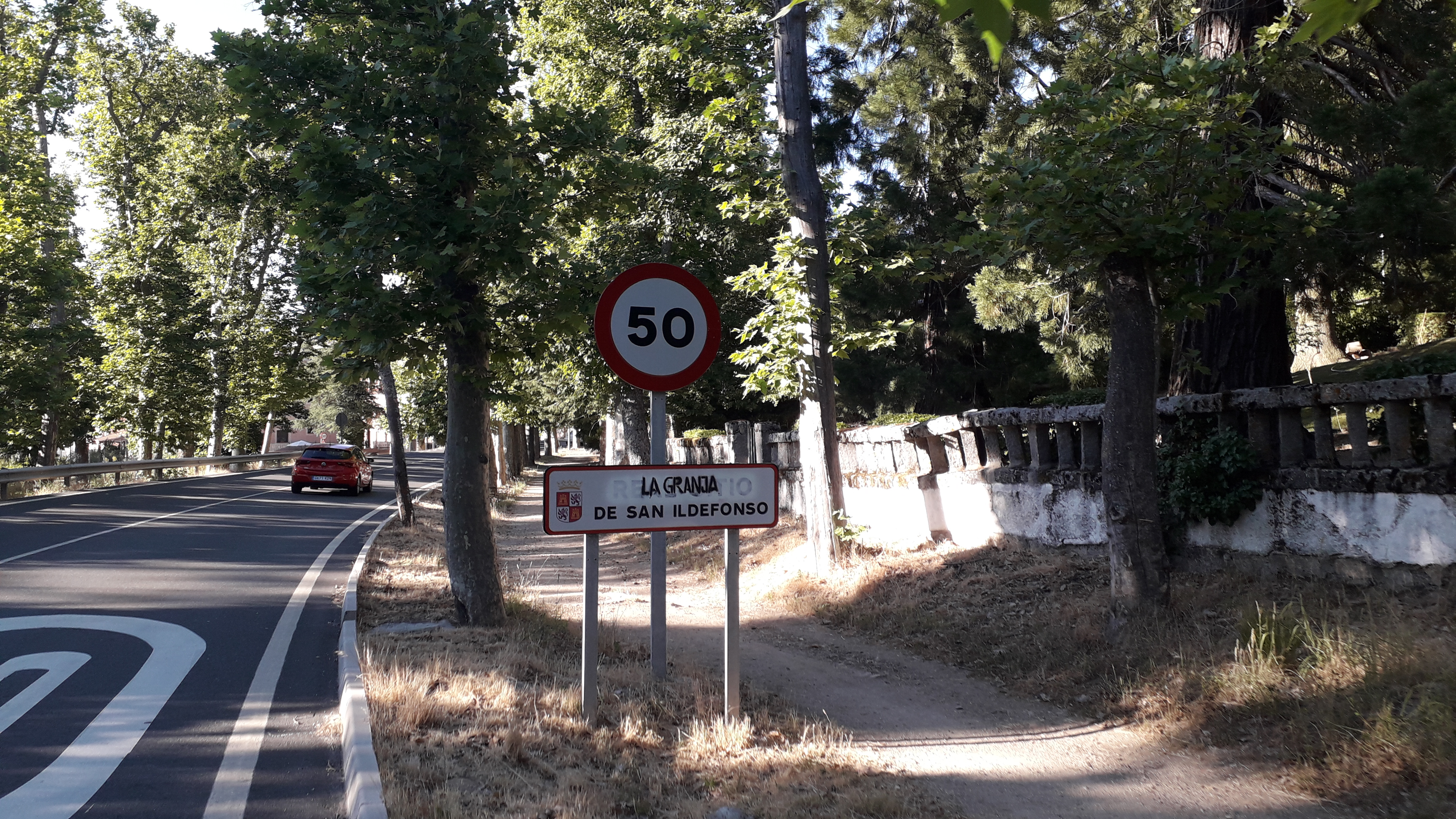
Señal de entrada por la CL-601 al núcleo de La Granja, principal núcleo del municipio, corregida vandálicamente.

Desde época muy temprana se denominó real sitio de San Ildefonso a la nueva propiedad de la Corona asentada sobre una antigua ermita cedida por los Reyes Católicos en 1477 al Monasterio del Parral.
El 20 de mayo de 1810 se constituye el Ayuntamiento con la denominación de San Ildefonso y el calificativo de villa. Sin embargo, en posteriores documentos San Ildefonso recibe la titulación de real sitio. Así aparece en el padrón de vecinos de 1821, en los bandos sobre elecciones municipales de 1822, en las ordenanzas municipales de 1877, en las actas municipales del periodo y en el membrete del papel de oficio del concejo, donde desde la segunda mitad del siglo XIX y hasta 1931 aparece el nombre así escrito, al igual que en los sellos municipales de diversos documentos y muy rara vez se nombra como La Granja.
Con posterioridad a la proclamación de la Segunda República San Ildefonso pierde el título de real sitio y además se cambia su nombre a San Ildefonso-La Granja como topónimo oficial del municipio debido a que gestionaba ya los núcleos de población de Riofrío, Valsaín y La Pradera de Navalhorno, originalmente una barriada de Valsaín.
Durante la dictadura franquista se fomentó el término La Granja ya que antiguo bastión republicano y cuna de Juan de Borbón, el municipio no tenía el favor del régimen.
Durante el inicio de la democracia el consistorio utilizó de manera no oficial el calificativo de Reales Sitios, hasta que el 26 de febrero de 2009 el Ayuntamiento llevó a pleno una iniciativa para tomar la denominación de Real Sitio de San Ildefonso debido a una confusión por la que se creía que Real Sitio formaba parte del nombre del municipio, cuando en realidad la documentación histórica aludía a la condición de dicha municipalidad, cuyo nombre histórico era tan solo San Ildefonso. Tras ser votada por unanimidad, entró en vigor en 2010.
La diversidad de toponimia ha dado lugar a cierto grado de confusión que ha llevado incluso a correcciones vandálicas de señales de tráfico erróneas.

## Geografía

### Límites
| Noroeste: Segovia       | Norte: Palazuelos de Eresma, Trescasas                                      | Noreste: Palazuelos de Eresma, Trescasas |
| Oeste: Navas de Riofrío |                                                                             | Este: Rascafría (Madrid)                 |
| Suroeste: El Espinar    | Sur: Cercedilla (Madrid), Navacerrada (Madrid), Manzanares el Real (Madrid) | Sureste: Rascafría (Madrid)              |

## Historia

### Edad Media y moderna

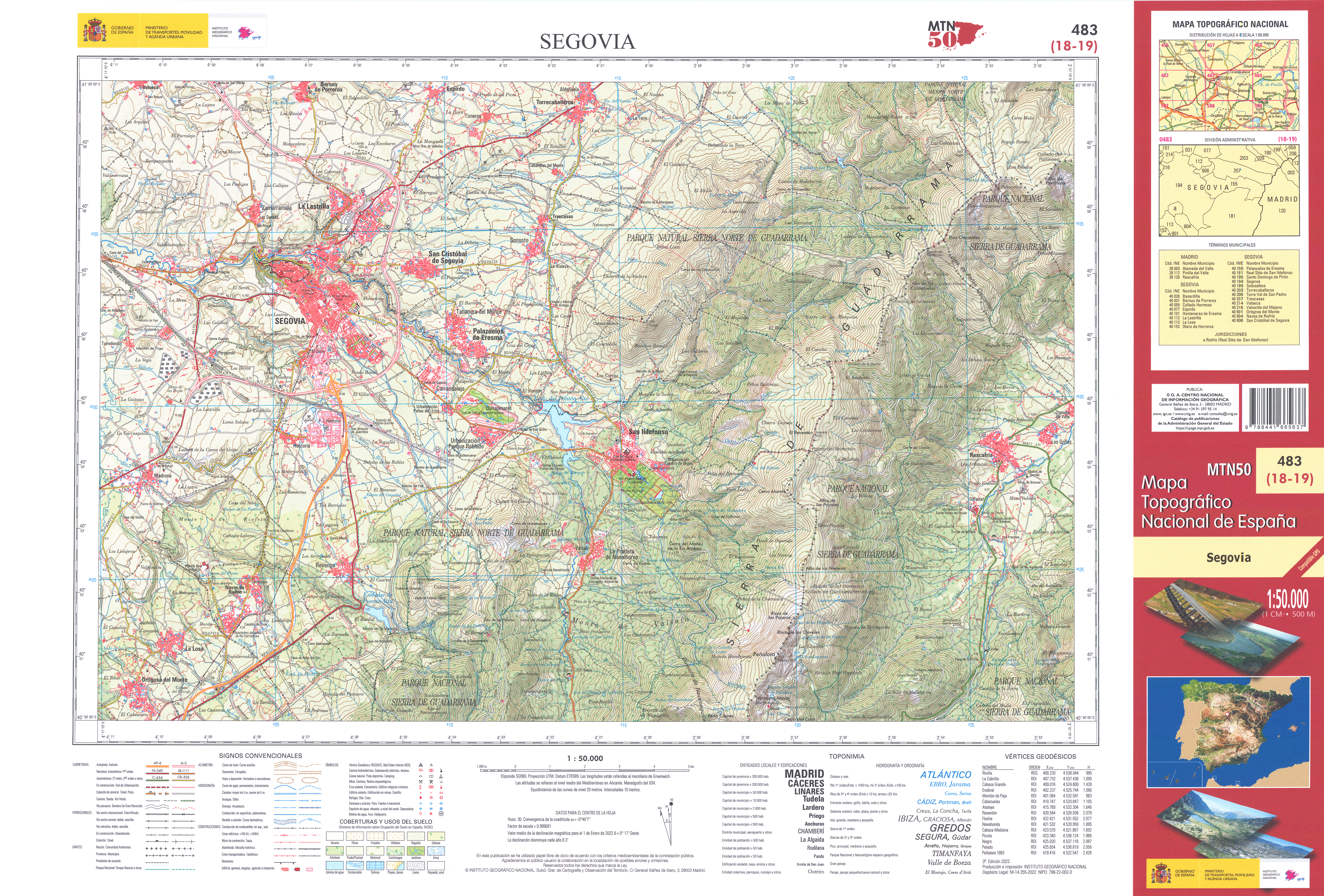
Fragmento de la hoja 483 del Mapa Topográfico Nacional de España de 2022 en el que se representa parte del Real Sitio de San Ildefonso

La historia de estas poblaciones está íntimamente vinculada a la de sus Palacios Reales. El primero fue el de la población de Valsaín. Por lo tanto, este municipio ha contado con un palacio desde la dinastía Trastámara, ya que Enrique IV de Castilla fue quien fundó el palacio de Valsaín, en principio, concebido como refugio de caza. Este palacio formó parte de las residencias palaciegas de Felipe II, en donde se celebraron los festejos nupciales, tras casarse este rey por cuarta vez en el Alcázar de Segovia. Este palacio, ahora en ruinas, tuvo el privilegio de ser el primer palacio de todos los Reales Sitios. También fue en Valsaín en donde Felipe II pensó construir un monasterio, que finalmente se construyó en la por entonces pequeña villa de San Lorenzo de El Escorial.

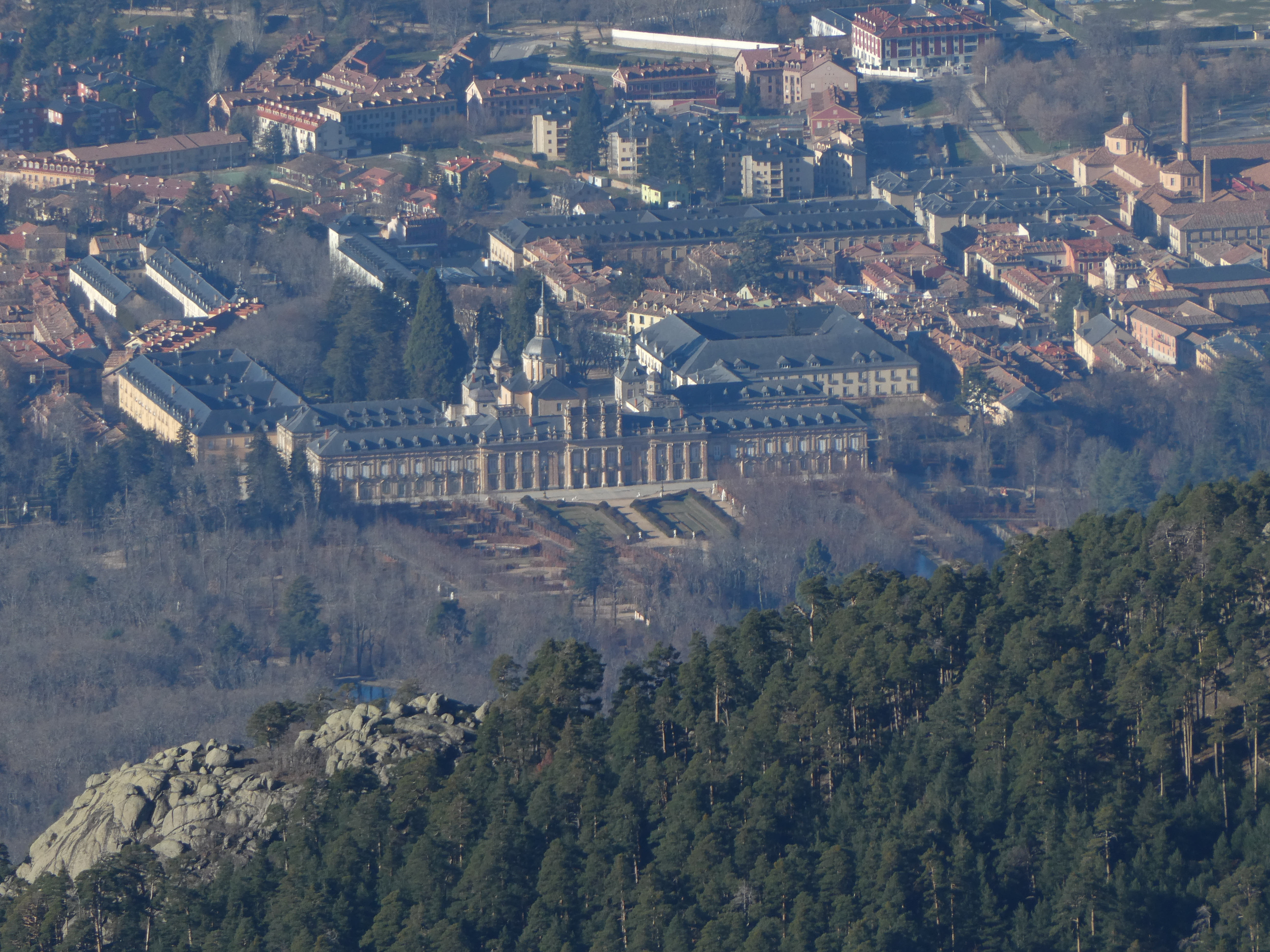
Palacio Real de la Granja de San Ildefonso desde Peñalara.

Este palacio tuvo varios incendios y reconstrucciones que modificaron su estructura. Pero tras el incendio de 1697 que lo destruyó significativamente, reinando Carlos II, finalmente se abandonó para construir otro nuevo en las inmediaciones de la población de Valsaín, pero al gusto de la nueva dinastía borbónica, que acababa de llegar al trono de España con el rey Felipe V. El emplazamiento que se eligió fue cerca de un coto de caza real, que gran parte del mismo quedó dentro del recinto palaciego. Cerca de este coto existía un pequeño monasterio dedicado a San Ildefonso dependiente del de El Parral, cuyos monjes llevaban una hospedería, una granja y varias huertas con árboles frutales para su propio sustento. 
El origen de este monasterio fue la cesión de unos terrenos en 1477 por parte de los Reyes Católicos a los monjes jerónimos del monasterio del Parral en Segovia. La ermita de este monasterio se conserva actualmente dentro de las murallas del Palacio. Estas obras comenzaron en 1721 y continuamente, hasta prácticamente la actualidad se han ido añadiendo distintos elementos o se han modificado las infraestructuras.

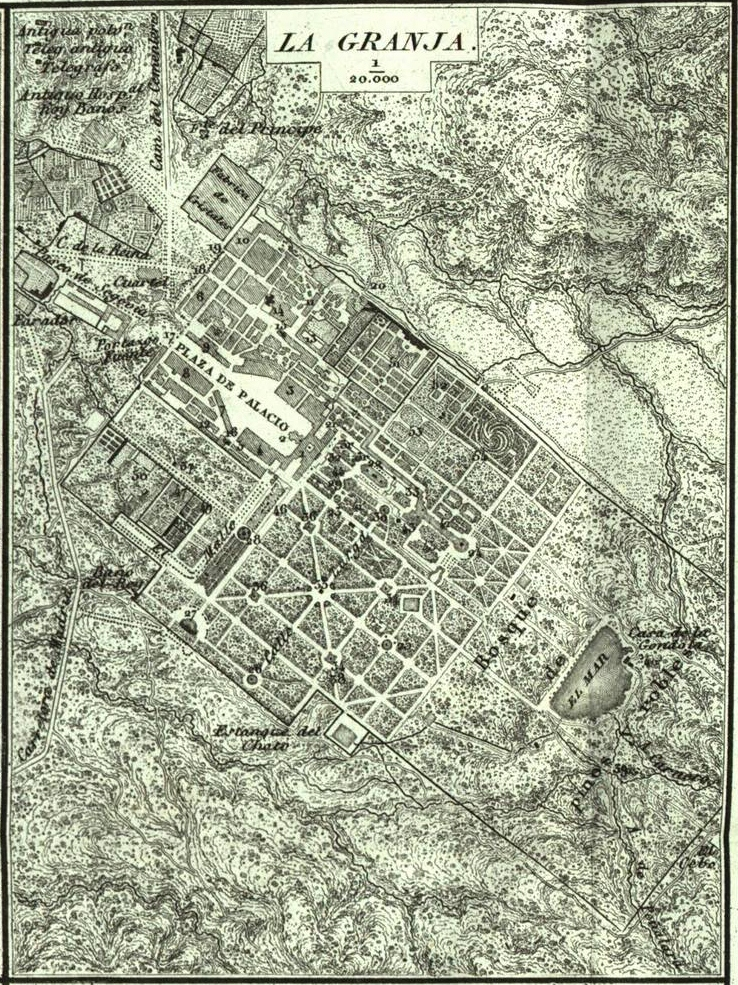
Mapa de la localidad publicado en 1848 realizado por Francisco Coello

Así por lo tanto, Valsaín al no tener ya el palacio fue perdiendo importancia respecto a la nueva población que estaba surgiendo con el nuevo palacio. Si no ha llegado a desaparecer la población, ha sido en parte gracias a la actividad de corta de árboles y el aserradero de su anejo (a menos de 1 km) de La Pradera de Navalhorno. En cambio, a medida que se iba construyendo el nuevo palacio, el nuevo núcleo urbano iba creciendo a medida que se iban necesitando más empleados en el palacio, tanto para su construcción y mantenimiento, como para dar servicio dentro del mismo.
También se creó en esta población la Real Fábrica de Cristales en 1727, con el objetivo de disminuir las importaciones y por tanto los costes de las piezas de cristalería de lujo, a la vez que se protegía la manufactura nacional. El proyecto fue impulsado por Ventura Sit con el apoyo de la Corona, quien instaló un pequeño horno para vidrios planos, los cuales servirían para realizar ventanas o grandes espejos. Posteriormente, se construyó el actual edificio por el aparejador real Joseph Díaz (Gamones), con una superficie total de 25.000 m². En esta fábrica se realizaron importantes piezas de vidrio que se exportarían por toda Europa, compitiendo con las fábricas más importantes del momento.
Con la llegada de Carlos III, la población de La Granja tomó un nuevo impulso. Algunas de las medidas que tomó fueron reordenar el casco urbano y delimitar este con una muralla, ampliando la muralla ya existente del Palacio Real. También saca fuera del casco urbano el cementerio, siendo esta población la primera en España que realiza este cambio, esto debido a que la localidad y los pueblos del entorno no dependían entonces del obispado de Segovia sino directamente del rey mediante la Vere Nullius de San Ildefonso. Además la fábrica, en su momento de esplendor, impulsó aún más el crecimiento de esta población.

### Edad Contemporánea

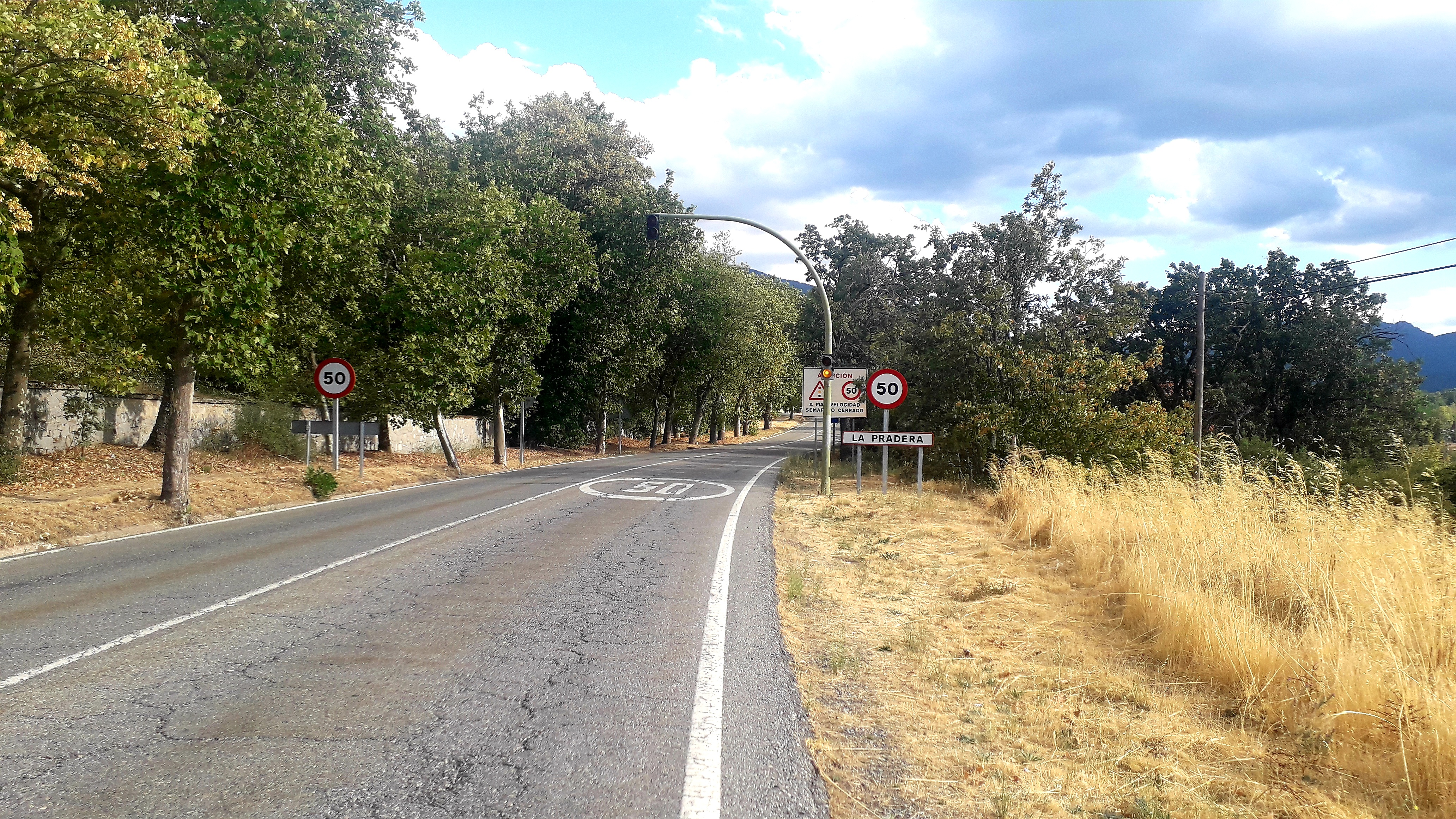
Entrada por la CL-601 desde Segovia a La Pradera de Navalhorno, barrio de Valsaín y segundo núcleo más poblado del municipio

Algunos acontecimientos históricos que sucedieron en La Granja fueron la boda entre Carlos IV y María Luisa de Parma, las firmas de los tratados de San Ildefonso de 1777, 1796 y 1800, la derogación de la Ley Sálica mediante la promulgación de la Pragmática Sanción de 1789 por Fernando VII justo antes de morir, la sublevación de los sargentos de la guarnición del Palacio en 1836 que obligó a la regente María Cristina de Borbón a restablecer la Constitución de 1812, el nacimiento de don Juan de Borbón en el palacio, etcétera.
A finales de mayo de 1937, durante la Guerra civil, en las cercanías de La Granja tuvo lugar la Ofensiva de Segovia. Las tropas republicanas de la 21.ª Brigada Mixta estuvieron a punto de tomar la localidad y el palacio real, pero la intervención de los regulares marroquíes frustró la operación.
Desde mediados-finales del siglo XX las poblaciones de Real Sitio de San Ildefonso viven del turismo que genera el Palacio Real y el Museo del Vidrio, así como de las actividades para el mantenimiento de los mismos, aprovechando su cercanía a Madrid, cuyos ciudadanos son conocidos aquí como pumas. Pero también crea puestos de trabajo la nueva fábrica de vidrio (construida en los años 70 del siglo XX), las maderas del pinar del Valsaín, y cada vez más del turismo rural gracias a los montes de la sierra de Guadarrama y la monta de caballos. También supuso un gran impulso económico y turístico la apertura de un Parador de Turismo.

## Geografía humana

### Demografía
Cuenta con una población de 5205 habitantes (INE 2024).
| Gráfica de evolución demográfica de Real Sitio de San Ildefonso entre 1828 y 2021 |
| |
| Población según el Diccionario geográfico-estadístico de España y Portugal de Sebastián Miñano. Población de derecho según los censos de población del INE Población de hecho según los censos de población del INEEn estos censos se denominaba San Ildefonso o La Granja: 1910, 1920, 1930, 1940, 1950, 1960, 1970, 1981 y 1991 En estos censos se denominaba San Ildefonso: 1842, 1857, 1860, 1877, 1887, 1897, 1900 y 2001 |

La población de Real Sitio de San Ildefonso se ha ido incrementando gradualmente a lo largo del siglo XX a partir de los 3388 habitantes del censo de 1900. Llama la atención el brusco descenso acusado entre los años 1930 y 1940, que está relacionado tanto con el comienzo de la Segunda República, como con la proximidad del frente durante la Guerra Civil. El descenso poblacional de los años 1960 se asocia al éxodo rural que sufre en este periodo todo el centro peninsular. Los incrementos de población que tienen lugar a partir del año 2000 son comunes con otros municipios del Alfoz de la ciudad de Segovia y se relacionan con el incremento de la inmigración de dicho periodo.
Según información proporcionada por el INE, en 2022 la población de Real Sitio de San Ildefonso era de 5188 habitantes que se distribuyen en sus cuatro núcleos de la siguiente forma:
| Distribución de la población |                           |         |                          |
| Riofrío                      | San Ildefonso o La Granja | Valsaín | La Pradera de Navalhorno |
| 4                            | 4357                      | 183     | 644                      |

### Transporte

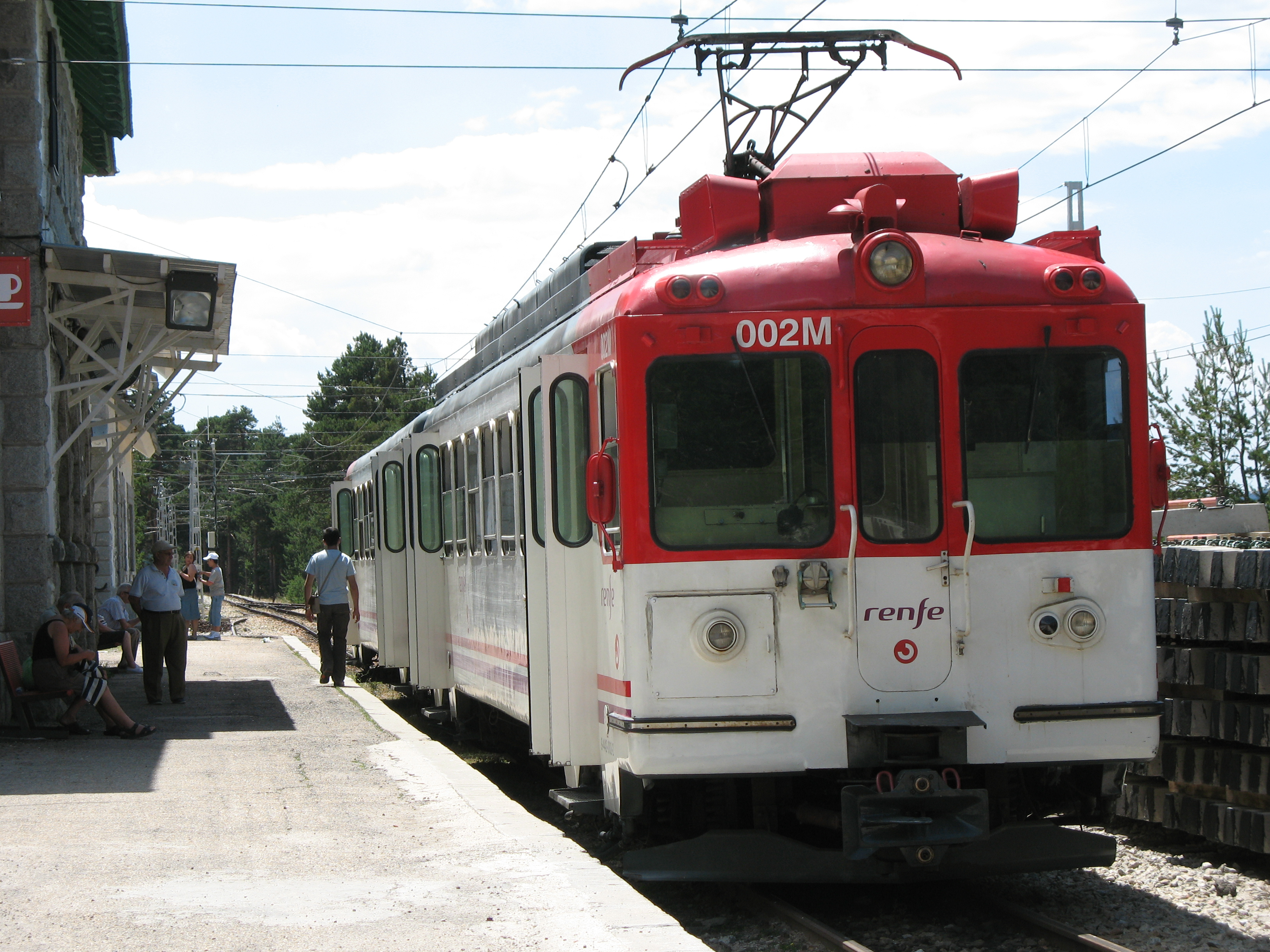
Tren de la Serie 442 de Renfe en la estación de Cotos.

#### Ferrocarril
En el término municipal del Real Sitio de San Ildefonso, dentro de la zona C2 del Consorcio Regional de Transportes de Madrid, se encuentran las siguientes estaciones: Cotos (fin de la línea C9), Vaquerizas, Dos Castillas y Puerto de Navacerrada.

Plano Metropolitano Segovia donde aparece las tres líneas que dan servicio al Real Sitio de San Ildefonso

| Línea | Recorrido                                | Estaciones        |
| ----- | ---------------------------------------- | ----------------- |
|       | Cercedilla- Puerto de Navacerrada- Cotos | Estación de Cotos |

#### Autobuses
Los núcleos del Real Sitio de San Ildefonso o forma parte de la red de transporte Metropolitano de Segovia que va recorriendo los distintos pueblos de la provincia.
| Línea | Trayecto |
| ----- | --- |
| M8    | Valsaín - Segovia (por Peñas del Erizo - Quitapesares - Parque Robledo - La Granja - La Pradera de Navalhorno - Barrio Nuevo)                  |
| M3    | Puerto de Navacerrada - Segovia (por Carrascalejo - Parque Robledo - La Granja - Valsaín/La Pradera - Boca del Asno - Fuente de los Mosquitos) |
| AVE   | Valsaín - Estación AVE (por La Pradera de Navalhorno - La Granja - Palazuelos de Eresma - Carrascalejo)                                        |

#### Taxis
El municipio dispone de dos servicios de Taxi/Eurotaxi.

## Símbolos
El escudo heráldico que representa al municipio se blasona de la siguiente manera: 

«Escudo medio partido y cortado. Primero, de gules con una chimenea fabril de oro, acompañada de dos surtidores de plata, y todo puestos sobre ondas de plata y azur. Segundo, de oro con un pino de su color, arrancado. Cortado de plata con tres puertas de hierro unidas por una verja de lo mismo, todo de sable. Escusón de azur con tres lises de oro y bordura de gules. Timbrado de la Corona Real Española.»
Boletín Oficial de Castilla y León n.º 52/1999 de 17 de marzo de 1999

La descripción textual de la bandera es la siguiente:

«Bandera cuadrada, de proporción 1:1, de color azul, con un aspa amarilla de 1/5 de su anchura, y brochante al centro el escudo municipal en sus colores.»
Boletín Oficial de Castilla y León n.º 52/1999 de 17 de marzo de 1999

## Administración y política

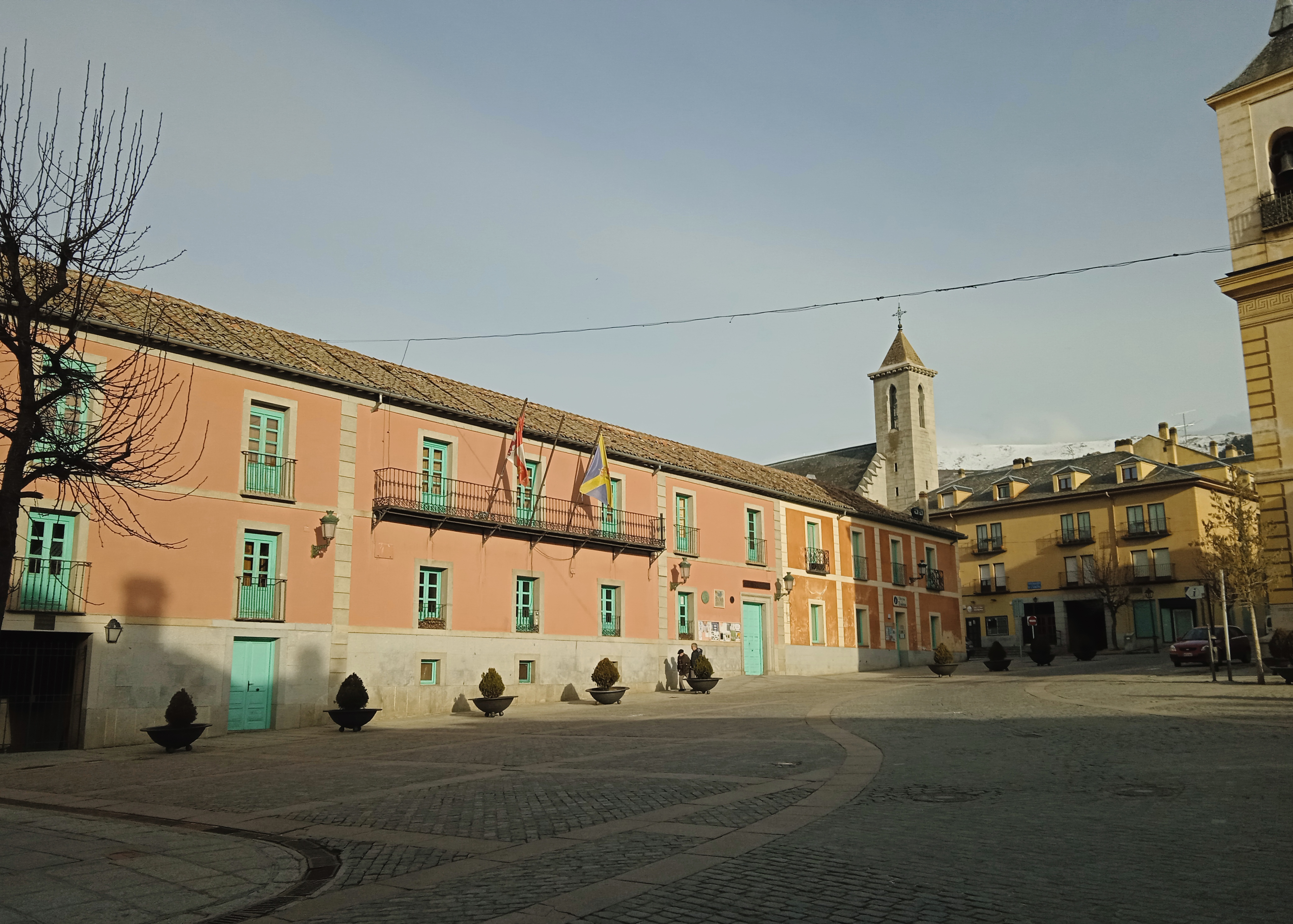
Casa consistorial, sede del Ayuntamiento del Real Sitio de San Ildefonso

### Lista de alcaldes
Lista de alcaldes

Distribución del Ayuntamiento tras las elecciones municipales de 2023

Desde la instauración de la democracia tras la muerte de Franco, se han sucedido seis alcaldes en el municipio:
| Periodo   | Nombre                                       | Partido         |
| --------- | -------------------------------------------- | --------------- |
| 1979-1983 | Luis Erick Claveria Soria                    | Pueblo Unido    |
| 1983-1987 | Luis Erick Claveria Soria Guillermo Martínez | Pueblo Unido    |
| 1987-1991 | Blanca Martínez Cruz                         | Izquierda Unida |
| 1991-1995 | Félix Montes Jort                            | PSOE            |
| 1995-1999 | Félix Montes Jort                            | PSOE            |
| 1999-2003 | Félix Montes Jort                            | PSOE            |
| 2003-2007 | Félix Montes Jort                            | PSOE            |
| 2007-2011 | José Luis Vázquez Fernández                  | PSOE            |
| 2011-2015 | José Luis Vázquez Fernández                  | PSOE            |
| 2015-2019 | José Luis Vázquez Fernández                  | PSOE            |
| 2019-2023 | Samuel Alonso Llorente                       | PSOE            |
| 2023-act. | Samuel Alonso Llorente                       | PSOE            |

### Resultados electorales
| Partido político                         |       | 2019  | 2019       |
| Partido político                         | Votos | %     | Concejales |
| Partido Socialista Obrero Español (PSOE) | 1.321 | 41,76 | 6          |
| Partido Popular (PP)                     | 591   | 18,68 | 3          |
| Ciudadanos (Cs)                          | 508   | 16,06 | 2          |
| Izquierda Unida (IU)                     | 241   | 7,62  | 1          |
| Centrados                                | 228   | 7,21  | 1          |
| Podemos-Equo                             | 126   | 3,98  | 0          |
| Vox                                      | 121   | 3,83  | 0          |

### Evolución de la deuda viva
El concepto de deuda viva contempla solo las deudas con cajas y bancos relativas a créditos financieros, valores de renta fija y préstamos o créditos transferidos a terceros, excluyéndose, por tanto, la deuda comercial.

La deuda viva municipal por habitante al final de 2021 ascendía a 4 689 000,00 €.
| Gráfica de evolución de la deuda viva del ayuntamiento entre 2008 y 2021           |
|                                                                                    |
| Deuda viva del ayuntamiento según datos del Ministerio de Hacienda y Ad. Públicas. |

## Cultura

### Patrimonio
| - Palacio Real de La Granja - Ruinas del palacio de Valsaín - Antigua Real Fábrica de Cristales - Casa de Infantes (Parador Nacional de Turismo) - Casa de Rentas | - Casa de los Canónigos - Casa de Oficios - Caballerizas Reales - Cuartel de Guardias de Corps (palacio de congresos del Parador Nacional) - Edificio Consistorial | - Casa Bauer - Colegiata - Puertas Nuevas - Puertas de Segovia - Iglesia del Rosario (vulgo del Cristo) | - Iglesia de los Dolores - Iglesia de San Juan Nepomuceno - Ermita de San Ildefonso - Real Campo de Polo - Parque natural de Peñalara - Estación de Cotos |

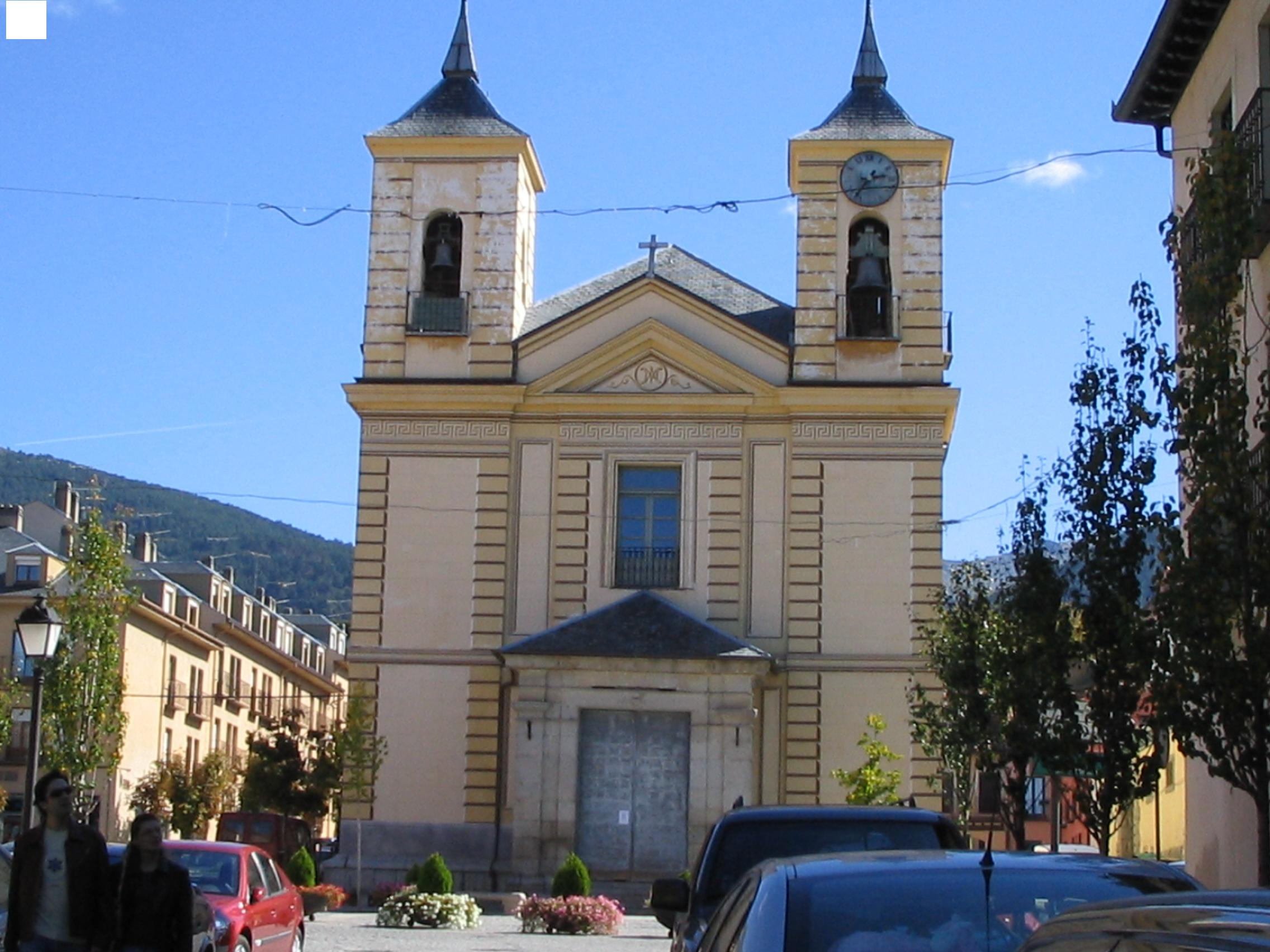
Iglesia de los Dolores.
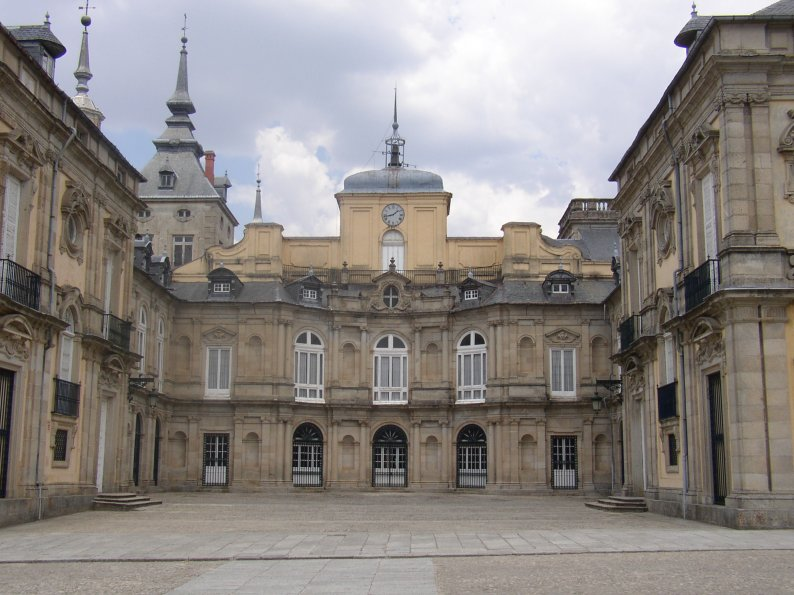
Palacio Real.
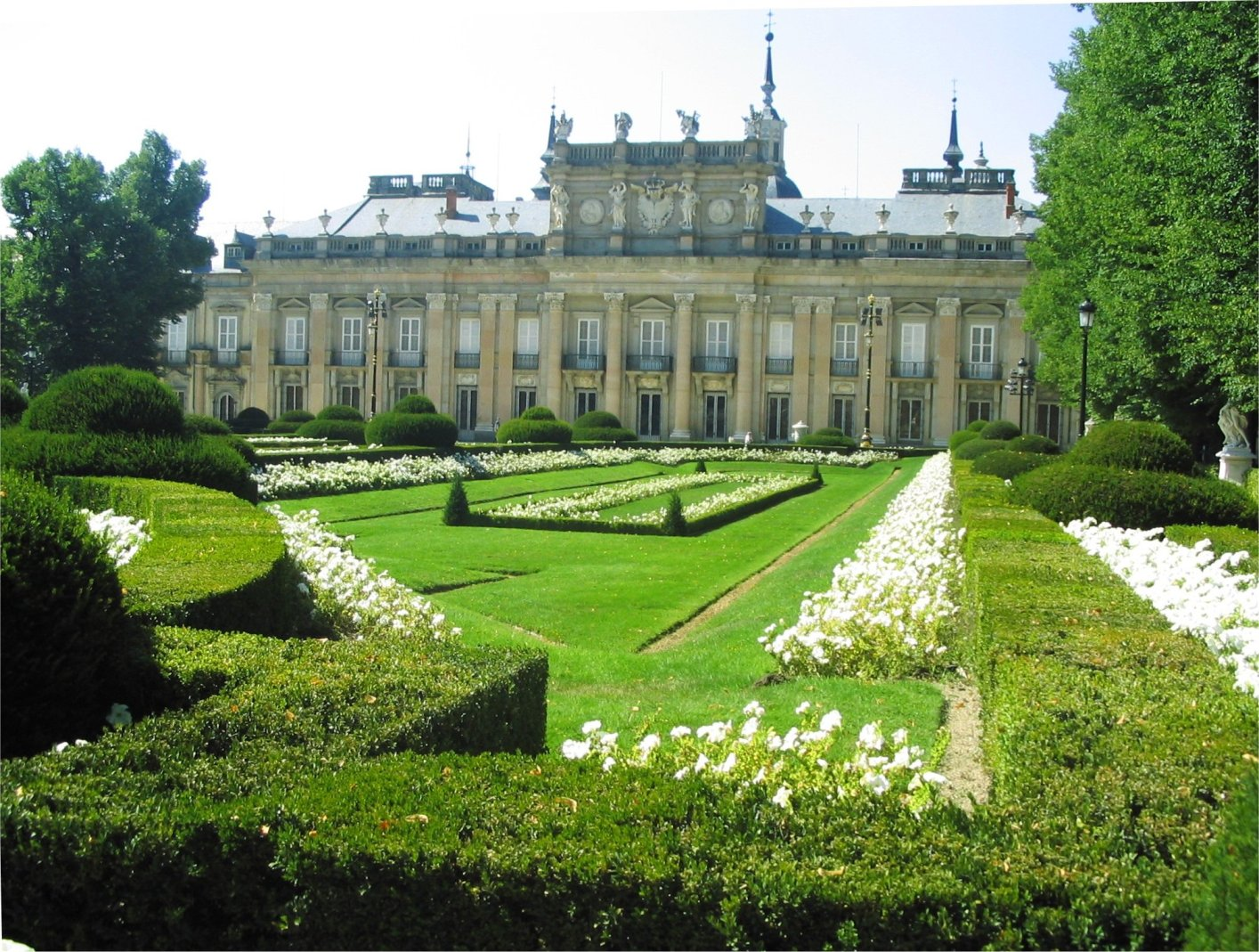
Palacio Real y jardines de San Ildefonso.
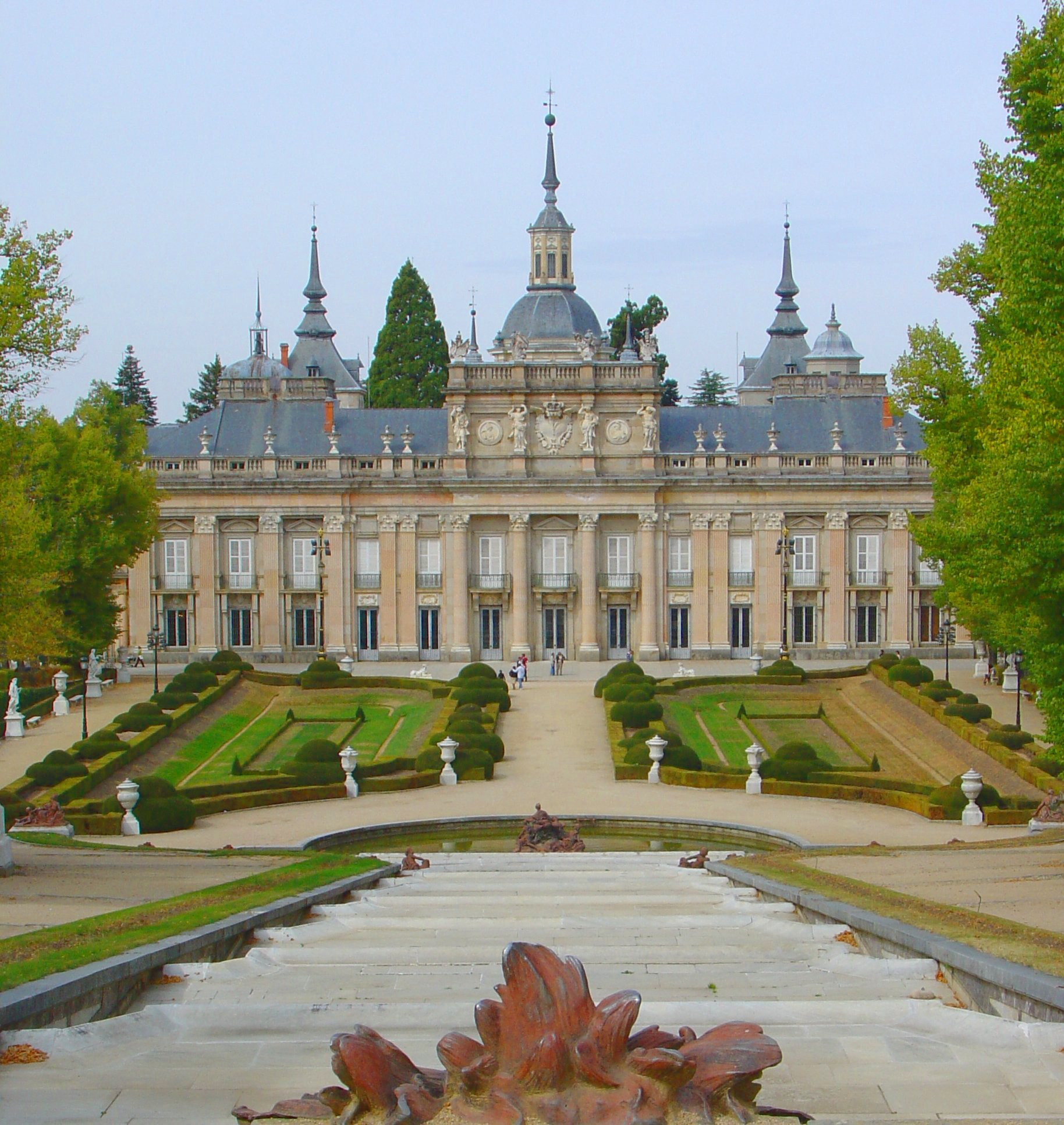
Fachada principal del Palacio Real de San Ildefonso.

### Fiestas

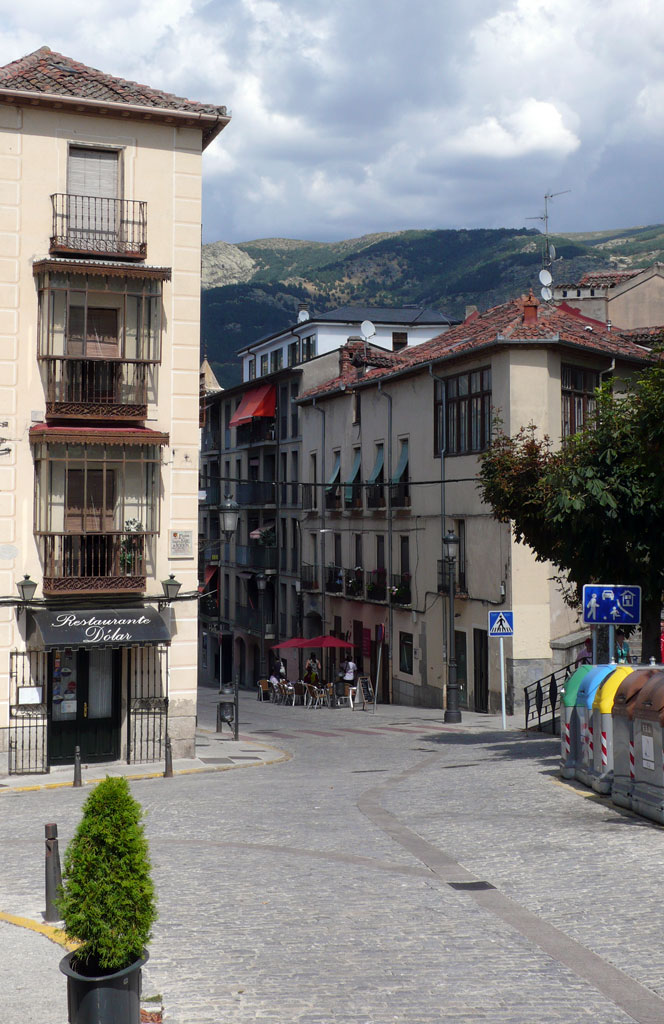
Plazuela en San Ildefonso

- La festividad principal en La Granja es el 25 de agosto (San Luis). En estas fiestas se realiza la Judiada, en la que se prepara una comida popular para los asistentes (previo pago) que acudan ese día a la localidad.
- La festividad principal en Valsaín es la dedicada a Nuestra Señora del Rosario a principios de septiembre.
- 17 de enero: En Valsaín se celebra San Antón.
- 23 de enero: San Ildefonso, arzobispo de Toledo.
- Semana Santa: En Viernes Santo se realiza la «procesión del silencio». De interés turístico regional.
- 30 de mayo: San Fernando.
- 18 de junio: Procesión de la Octava del Corpus en los jardines del Palacio.
- 25 de julio: Santiago.
- Desde el año 2000 se realiza una Feria Barroca a principios de junio.
- Ciclo de Música en los Reales Sitios. Es un ciclo organizado por Patrimonio Nacional en todos los Palacios Reales. Se celebran entre marzo y agosto y son de libre acceso.
- Muestra de Teatro Aficionado. Durante el mes de junio se celebra esta muestra impulsada y promovida por el grupo de teatro local «La Herradura».
- Concurso Nacional de Doma Clásica, a beneficio de UNICEF, y Concurso Nacional de Salto. Se realizan en la primera quincena de agosto, en el Real Campo de Polo.

### Gastronomía y tradiciones

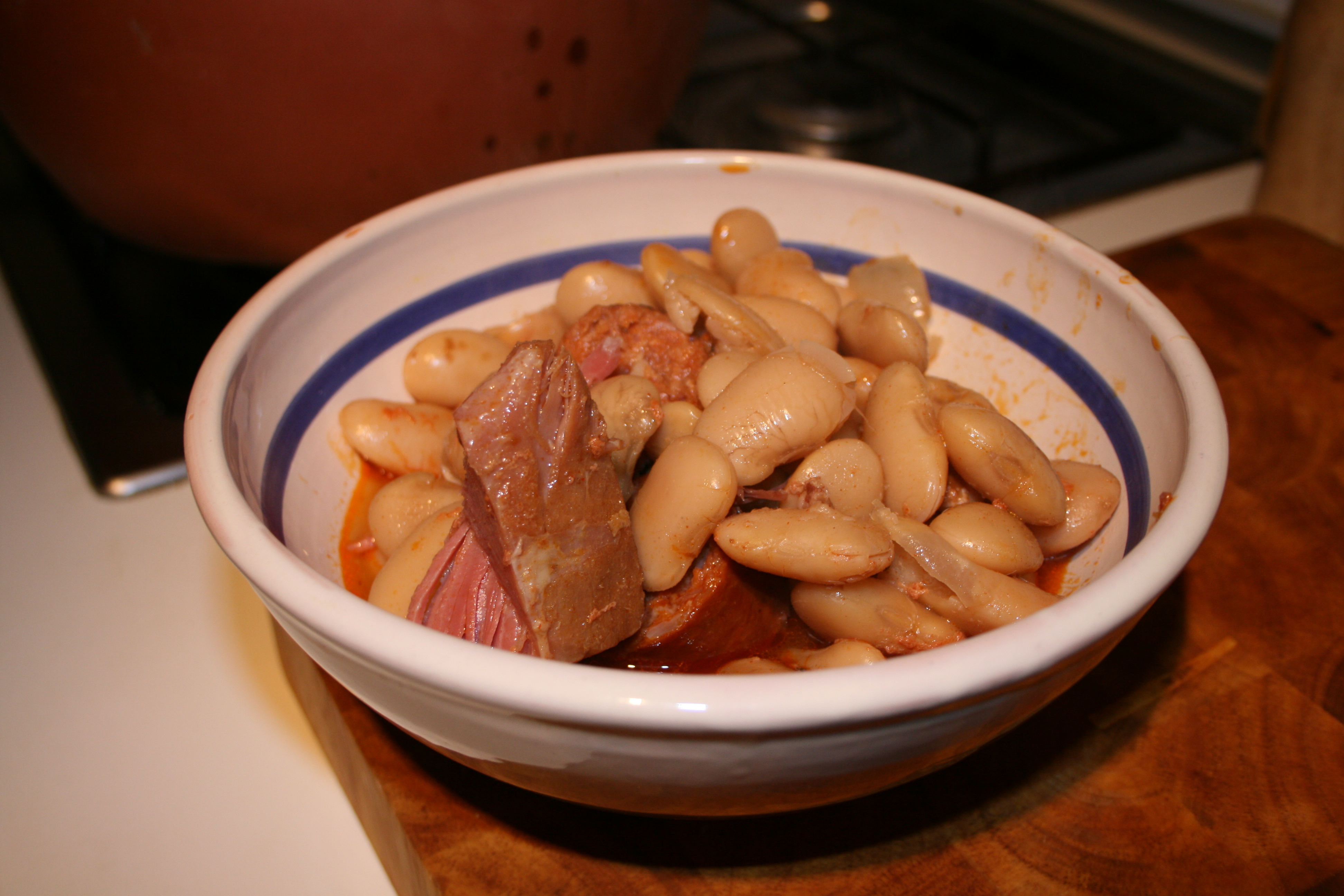
Judiones de la Granja cocidos

- El producto típico de La Granja es el judión (una especie de judía de hoja más ancha) que se cultiva en las huertas de la población. Debido a que su actual nivel de producción (2006) no permite crear una denominación de origen, también se producen judiones bajo el nombre de La Granja en otras poblaciones como Barco de Ávila. Durante las fiestas patronales de San Luis se realiza la Judiada, que consiste en una preparación de una fabada multitudinaria con este producto.
- También es típica del municipio la torta de Valsaín. Consiste en una masa similar al bizcocho, pero más aplanada, rellena de anises en grano y recubierta de azúcar.
- Una actividad típica, aunque más popular en la población de Valsaín, es la corta de troncos, muy similar a la que se realiza en poblaciones de montaña de Europa occidental.

### Semana Santa
Salida desde la plaza de los Dolores
- Calle de la Reina.
- Subida por la calle Infantes.
- Subida por la Alameda hasta la Real Colegiata.
- Bajada por la Alameda.
- Bajada por la calle de la Valenciana.
- Llegada a la plaza de los Dolores.

Las imágenes que salen desde la iglesia de Nuestra Señora del Rosario son:
1. Cristo de los Alijares.
2. Virgen de la Soledad.
3. Cristo Yacente
4. San Juanin.
5. El Niño Jesús.

Estos dos últimos los sacan los niños más pequeños de las cofradías.
En cambio los estandartes y penitentes con sus cruces salen desde la capilla de San Francisco de Asís VOT. La Semana Santa es muy simbólica, porque los penitentes salen con grandes cruces de madera y cadenas encima.

### Deporte

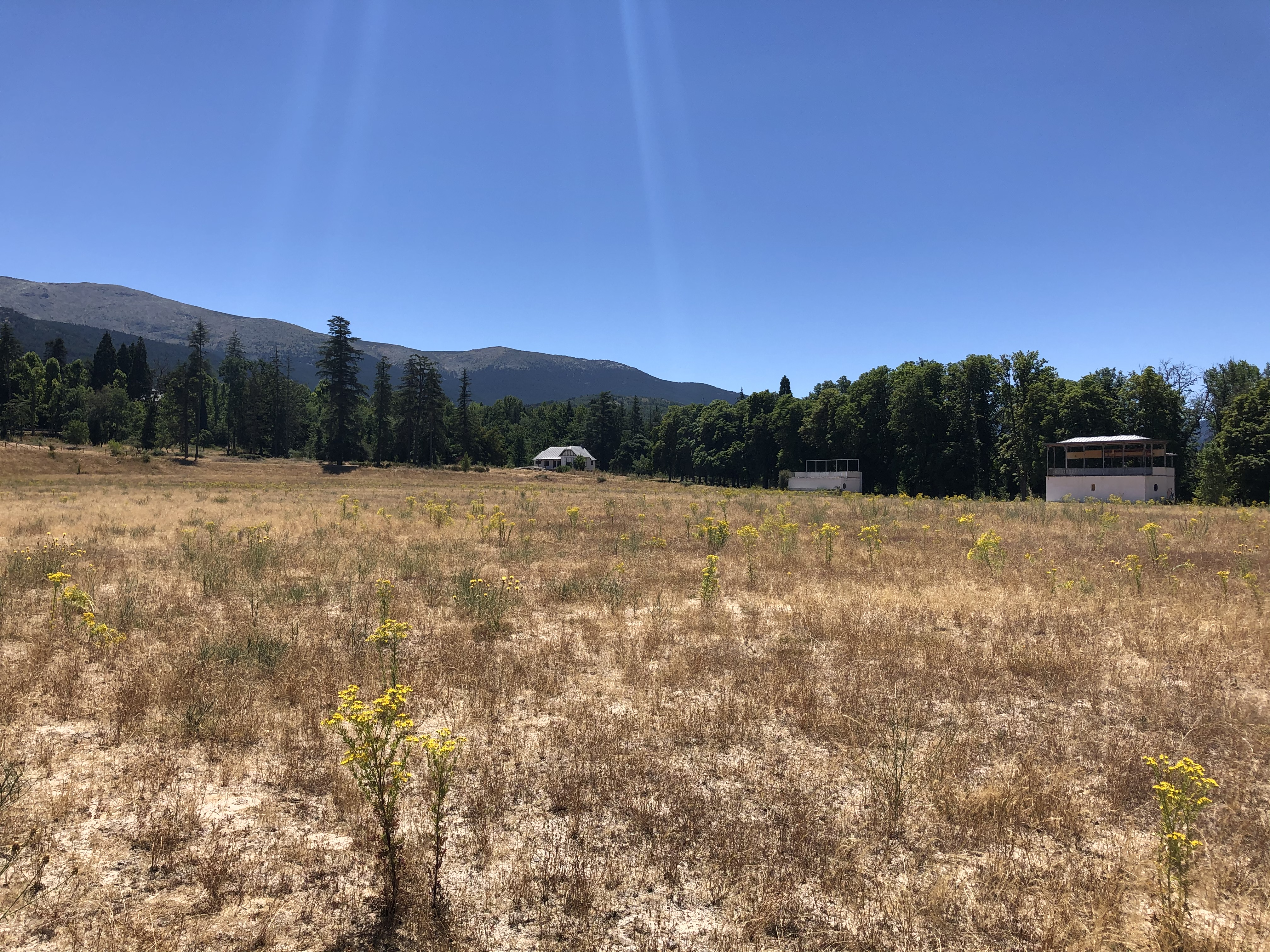
Real Campo de Polo de La Granja de San Ildefonso

El municipio cuenta con distintas instalaciones deportivas: dos campos de fútbol (uno de hierba artificial y otro de hierba natural), pistas de pádel y tenis, un pabellón municipal en La Granja y un polideportivo en Valsaín, así como una piscina climatizada y una al aire libre. Destaca también el Real Campo de Polo, uno de los pocos campos de polo de España. Así mismo, en el municipio se enclava el Club de campo El Tiro, que cuenta con un campo de golf de nueve hoyos.